# 11017 Billputnam
11017 Billputnam è un asteroide della fascia principale. Scoperto nel 1983, presenta un'orbita caratterizzata da un semiasse maggiore pari a 2,7613118 UA e da un'eccentricità di 0,1569452, inclinata di 15,20424° rispetto all'eclittica.